# Cliff Hämmerle

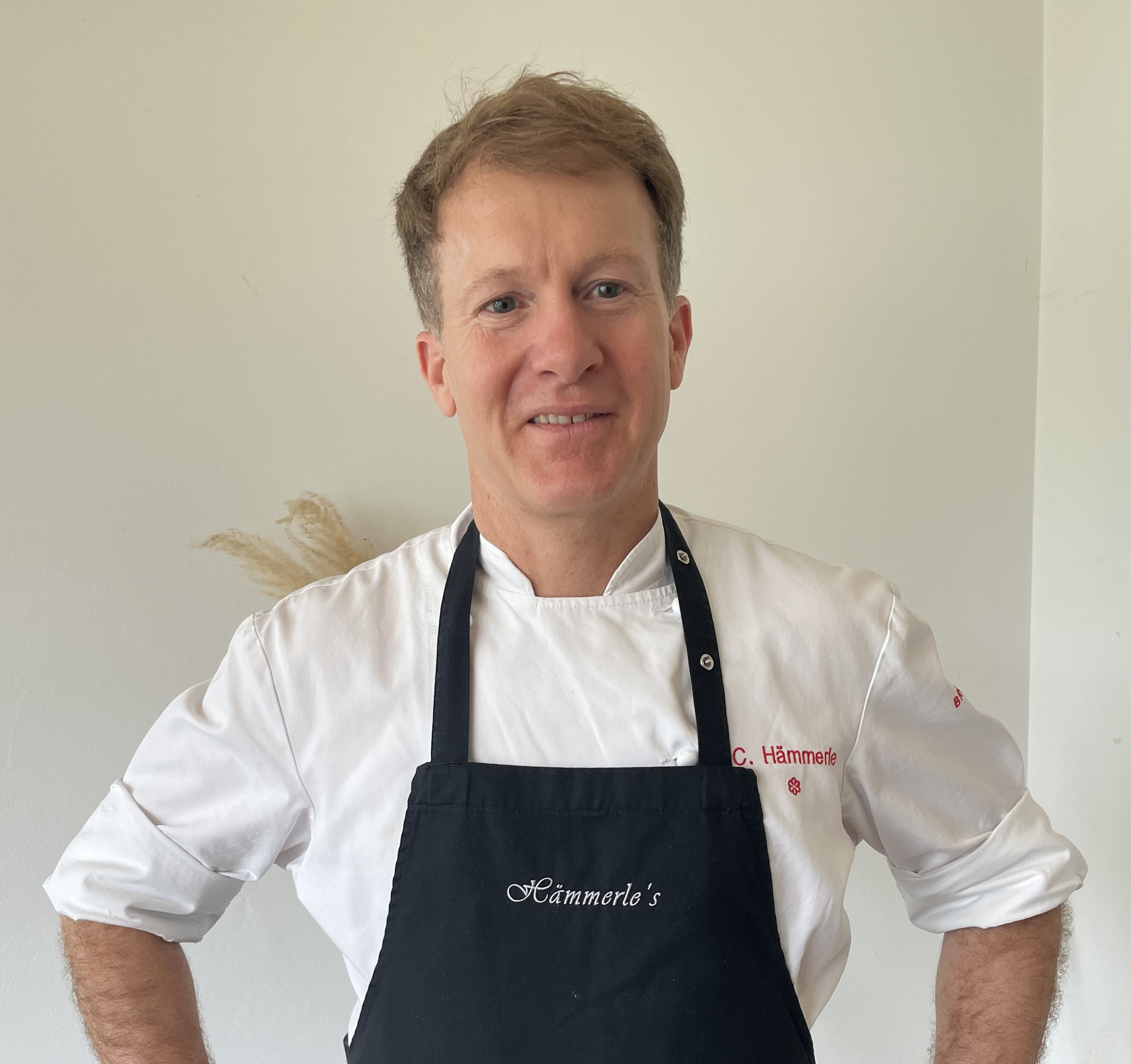
Cliff Hämmerle (2023)

Cliff Hämmerle (* 1969 in Homburg) ist ein deutscher Koch.

## Werdegang
Cliff Hämmerle, Sohn eines Metzgermeisters, begann seine Kochlehre 1987 bei Rudi Kubig in der Winzerstube in Saarbrücken. Nach weiteren Stationen, unter anderem bei Margarethe Bacher im Restaurant „Hostellerie Bacher“ in Neunkirchen (Saar) von 1991–1992, wechselte er 1992 zum Schweizerhof in Lenzerheide im Kanton Graubünden.
Im Jahr 1993 stieg er in das Familienunternehmen ein und ist seit 1995 Inhaber des Restaurant „Hämmerle’s“ in Webenheim (Blieskastel). Dort betreibt er die zwei Restaurants Landgenuss und Barrique. Das Barrique wurde im Jahr 2012 erstmals mit einem Stern im Guide Michelin ausgezeichnet.
Im Februar 2016 startete Cliff Hämmerle zusammen mit Verena Sierra und dem ehemaligen Fußballspieler Michael Koch als Fernsehkoch mit der Sendung Mit Herz am Herd, einer Produktion des SR Fernsehen.
Im Oktober 2018 erschien sein erstes Kochbuch „Mit Herz am Herd“. Im Jahr 2021 erschien das zweite Buch mit dem Titel „Neue Lieblingsrezepte“ (ISBN 978-3-9820176-1-7). Auch dieses Buch wurde zum Bestseller. Im Oktober 2024 wurde das dritte Kochbuch mit dem Titel „Mit Herz am Herd: Vom Saarland in die Welt“ (ISBN 978-3000798399) vorgestellt.
Im Jahr 2022 begleiteten seine Rezepte „Geheirate“ und „Rostige Ritter“ im Auftrag der ESA den saarländischen Astronauten Matthias Maurer ins Weltall.

## Auszeichnungen
- seit 2003: Auszeichnung „Hämmerle´s Landgenuss“ mit dem Bib Gourmand
- seit 2012: Auszeichnung „Barrique“ mit einem Stern im „Guide Michelin“